# Stefan Pfau
Stefan Pfau (* 9. Februar 1972 in Neumünster) ist ein deutscher Schauspieler, Radiomoderator, Synchronsprecher und Drehbuchautor.

## Leben
Stefan Pfau wurde als Einzelkind und Sohn eines Seemanns in Schleswig-Holstein, geboren. Nach dem Grundwehrdienst bei der Bundeswehr wechselte er in den Zivildienst. Mitte der 1990er Jahre zog er nach München. Mit 25 Jahren wurde er Vater und mit 51 Jahren Großvater. 2002 nahm Pfau an einem öffentlichen Casting in München teil, was ihn erstmals mit dem Fernsehen in Kontakt brachte.
Ab 2009 war Pfau als Schauspieler aktiv und trat in TV-Formaten wie „Die Rosenheim-Cops“, „Der Alte“ und „Dahoam is Dahoam“ auf. Seit 2016 moderiert er beim Münchner Radiosender „Radio 2DAY 89 München“ unter seiner Kunstfigur „Der Pfau“ hauptsächlich die Primetime-Sendung Quick-Times.
2019 absolvierte er eine Ausbildung zum Synchronschauspieler und ist seitdem die feste Stimme von „Sicilian, dem Löwenmink“ in „One Piece“. Im Jahr 2024 schloss er erfolgreich eine Ausbildung zum zertifizierten Drehbuchautor an der Laudius Akademie ab. Er schreibt Drehbücher für die Filmproduktionsfirma „Showreel-München“.

## Filmografie (Auswahl)
- 2011: Lenßen – Der Film (Fernsehfilm)
- 2016: Schicksale – und plötzlich ist alles anders – Der Junge, der nicht reden wollte (Fernsehserie, Hauptrolle, eine Folge)
- 2018: Terra X – Die Geschichte der Alpen (Dokureihe)
- 2019: Die Rosenheim Cops (Fernsehserie, eine Folge)
- 2019: Mein Ende. Dein Anfang. (Kinospielfilm)
- 2020: Der Alte (Fernsehserie, eine Folge)
- 2020: SOKO München (Fernsehserie, eine Folge)
- 2020: Hubert ohne Staller (Fernsehserie, eine Folge)
- 2021: Die Chefin (Fernsehserie, eine Folge)
- 2024: Dahoam is Dahoam (Fernsehserie, eine Folge)
- 2025: Der Bergdoktor (Fernsehserie, eine Folge)
- 2025: Alles was zählt (Fernsehserie, Gastrolle, sechs Folgen)